# ルイス・キアッペ

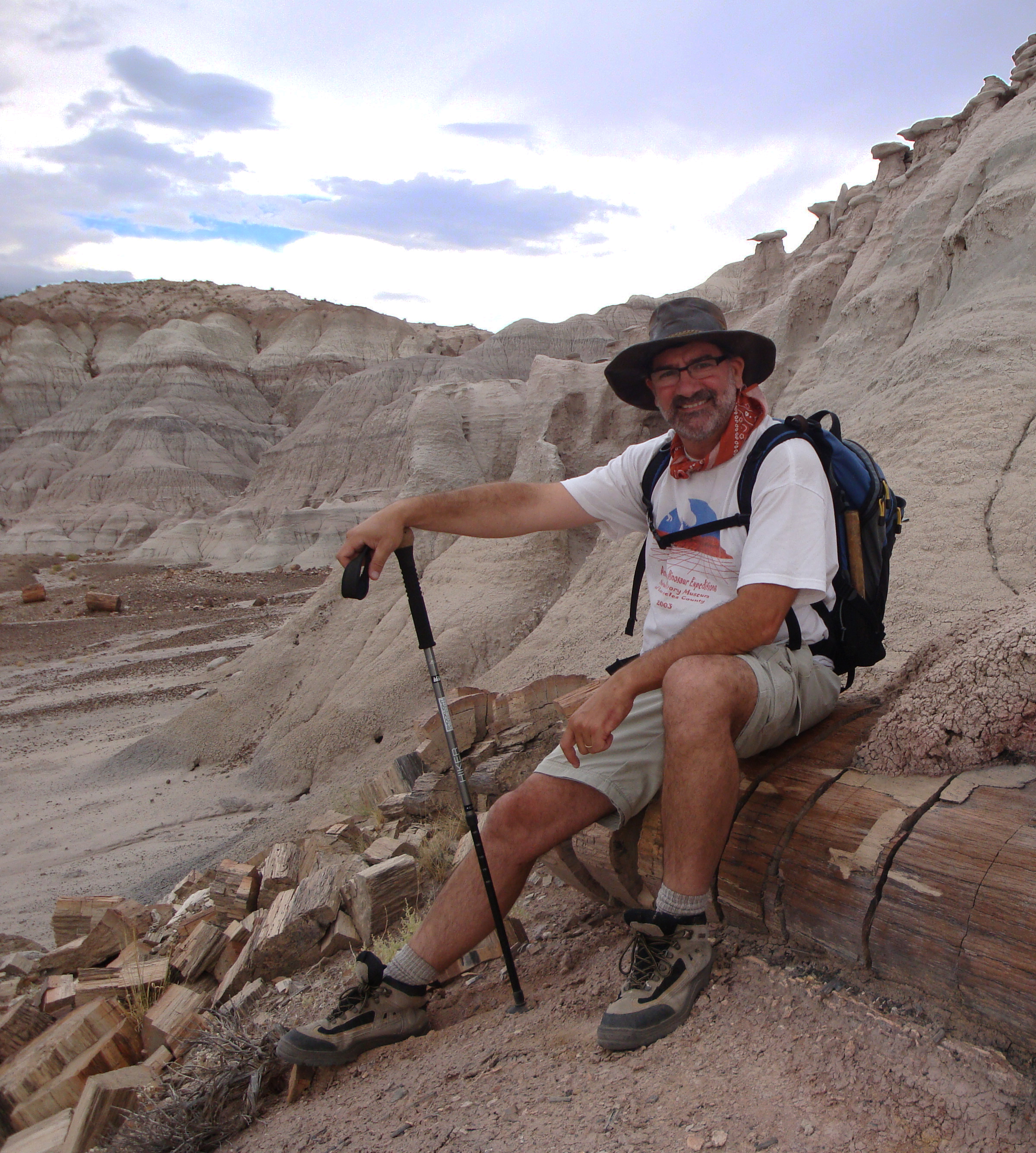
ルイス・キアッペ

ルイス・キアッペ（Luis Maria Chiappe、1962年6月28日 - ） はアルゼンチン生まれの古生物学者である。鳥類の進化に関する研究でしられる。姓は日本ではチアッペとも音訳される。

## 概要
ブエノスアイレスで生まれた。1990年代にはニューヨークのアメリカ自然史博物館で働いた後、ロサンジェルスの自然史博物館の恐竜研究所の所長、南カリフォルニア大学の非常勤教授を務めた。
アメリカ合衆国、モンゴル、アルゼンチン、中国、カザフスタンでフィールドワークを行い、主竜類や鳥類の進化を専門とした。1995年に鳥の進化の総論的な論文を発表し（Chiappe 1995, "The first 85 million years of avian evolution" . nature, vol378, 23, pp349~355）鳥はディノニクスと姉妹グループとし、恐竜のグループに内包されることを支持し、鳥の祖先を樹上性の爬虫類であるという仮説を否定した。その他に1993年にアルゼンチンの古生物学者、ホルヘ・カルボ（Jorge Calvo）とアルゼンチンの中生代の地層からエナンティオルニス類の新種、Neuquenornis volansを発見するなどの貢献をした。
2005年にアレクサンダー・フォン・フンボルト財団からドイツ国外の有望な研究者に与えられる、フリードリヒ・ヴィルヘルム・ベッセル研究賞（Friedrich Wilhelm Bessel-Forschungspreis）を受賞し、フンボルト財団の研究奨学資金を受けてミュンヘンで研究し、フンボルト賞を受賞した。

## 著作
- The Rise of Birds, in D. E. G. Briggs, P. R. Crowther (Hrsg.) Palaeobiology II. A Synthesis, Cambridge University Press 2001, S. 101-106
- Lowell Dingusと共著: The tiniest giants : discovering dinosaur eggs, Random House 1999
- Lowell Dingusと共著: Walking on eggs: the astonishing discovery of thousands of dinosaur eggs in the badlands of Patagonia, Scribner 2001
- Dingus, Coriaと共著 Dinosaur eggs discovered! : unscrambling the clues, Minneapolis: Twenty-First Century Books 2008
- Glorified dinosaurs: the origin and early evolution of birds, Wiley 2007
- Lawrence M. Witmerと: Mesozoic birds : above the heads of dinosaurs, University of California Press 2002
  - Chiappe: Basal Bird Phylogeny: Problems and Solutions, 448-472 und mit C. A. Walker: Skeletal morphology and systematics of the Cretaceous Euenantiornithes (Ornithothoraces: Enantiornithes), 240-267
- G. J. Dykeと共著: The mesozoic radiation of birds, Annual Review of Ecology and Systematics, 33, 2002, 91-124
- The first 85 million years of avian evolution, Nature, 378, 1995, 349-355
- Kevin Padianと共著: The origin and early evolution of birds, Biological Reviews 73, 1998, 1-42
- Gareth Dykeと共著: The early evolutionary history of birds, J. Paleont. Soc. Korea, 22, 2006, 133-151, pdf